# Мачнєв Дмитро Костянтинович
Дмитро́ Костянти́нович Мачнє́в (* 1904 — † 1987) — військовик радянських часів, гвардії генерал-майор авіації, почесний громадянин Маріуполя (1975).

## Біографія
Рано залишився сиротою, підлітком почав працювати в сільськогосподарській комуні села Нікольське Астраханської губернії, де тоді проживав.
Закінчив радянську партійну школу, з 1926 року — член КПРС. Працював волосним організатором комсомолу, пропагандистом при Астраханському губкомі партії. Невдовзі призваний до РСЧА, закінчив однорічні курси молодших командирів, звільнився в званні командира стрілецького взводу. Працював на Ставрополі, згодом навчався в Північно-Кавказькому університеті Ростова-на-Дону.
З 1932 року — знову кадровий військовий, політрук. Посади займає різні - політрук, інструктор пропаганди полку, інструктор політуправління Північно-Кавказького військового округу. У лютому 1938 року Дмитро Костянтинович призначається начальником політвідділу Сталінградського військового авіаційного училища льотчиків. З цього часу він пов'язав усе своє життя з авіацією. 
З 1938 року працює в Сталінградському військовому авіаучилищі, там же оволодів спеціальністю штурмана бомбардувальної авіації.
З початком німецько-радянської війни вводиться інститут в армії інститут військових комісарів, Мачнєв стає військовим комісаром 216-ї винищувальної авіаційної дивізії. Пізніше начальник політвідділу, він же заступник командира по політчастині 9-ї гвардійської винищувальної авіаційної дивізії. Сумлінно забезпечував політ-виховну роботу частин дивізії.
По закінченні війни продовжив службу у військовій авіації — начальник політвідділу з'єднання, член Військової ради ВПС округу, генерал-майор.
1957 року звільнився по хворобі з армії, проживав в Сочі. 1973 переїхав в Жданов (нині Маріуполь).
1975 року Ждановська міська рада за його участь у звільненні міста від нацистських військ присвоює йому звання почесного громадянина міста.
У 1987 році Дмитро Костянтинович помер. Похований в Маріуполі.